# ピカデリー
ピカデリー（英: Piccadilly、[ˌpɪkəˈdɪli]）は、ロンドン・シティ・オブ・ウェストミンスターにある通り。西端のハイド・パーク・コーナーと東端のピカデリーサーカスを繋ぎ、ロンドン南西部のメイフェアへ至る。また、ロンドン中心部から西進してハマースミス、アールズ・コート、ヒースロー空港、M4高速道路へ至るA4道路の一部でもある。
この道の東部では南側にセント・ジェームズ地区があり、西部では北側に建物が建ち並ぶ一方（メイフェア地区）、南側にはグリーン・パークがある。ピカデリーは全長およそ1マイル (1.6 km)で、またロンドン中心部で最も幅広く最長の直線道路の一つでもある。
通りは少なくとも中世から主要な道路の一つで、この頃には「レディングへ至る道」や「コーンブルックに至る道」として知られていた。1611年から1612年頃、ロバート・ベイカー（英: Robert Baker）が土地を取得し、ピカディルの製造販売で成功を収める。土地を買った直後、ベイカーはこの土地をぐるりと囲んで、自宅であるピカディリー・ホール（英: Pikadilly Hall）などいくつかの建物を建設し、これが地名の元となった。
現在のピカデリーは、1663年にチャールズ2世の妻でポルトガル出身だったキャサリン・オブ・ブラガンザに因んで「ポルトガル・ストリート」（英: Portugal Street）と名付けられた。また、1668年にはグリーン・パーク建設のためチャリング・クロスからハイド・パーク・コーナーに至る道が閉鎖され、これにより交通上の重要性が余計に高まった。道の北側にロンドンで最も壮麗な住宅の一部が建設されたのもこの頃で、クラレンドン・ハウスやバーリントン・ハウス（1664年建築）などが一例として挙げられる。クラレンドン・ハウスと同時期に建てられたバークリー・ハウスは1733年に焼失したが、1737年にウィリアム・キャヴェンディッシュ (第3代デヴォンシャー公爵)の手でデヴォンシャー・ハウスとして再建され、後にはホイッグ党の本部としても用いられた。バーリントン・ハウスには、ロイヤル・アカデミー・オブ・アーツ、ロンドン地質学会など、複数の有名協会の本部が入居している。また、通りの西端には、ロスチャイルド家の分家のひとつ、イングランドのロスチャイルド銀行家の複数人が大邸宅を構えていた。1684年にはセント・ジェームズ教会が聖別され、周辺地域はセント・ジェームズ教区となった。
155番地にあったオールド・ホワイト・ホース・セラーは、18世紀後半のイングランドで最も人気なコーチング・インのひとつであり、またこの時までに本屋がひしめくようにもなっていた。バス・ホテルは1790年頃、ウォルシンガム・ハウスは1887年に建設され、買収・取り壊し後、跡地に高級ホテル・リッツ・ロンドンが建設された（1906年）。
通りの東端にあるピカデリー・サーカス駅は、チャールズ・ホールデンが設計し、1925年から1928年にかけて建設された。この駅は地上構造を持たない初の地下鉄駅で、通りにある地下道の入口が駅への唯一の進入路である。服飾店のシンプソンズ・オブ・ピカデリーは、アレック・シンプソン（英: Alec Simpson）が1936年に203〜206番地で開設した店舗である。
20世紀中、ピカデリーはヘロインを入手できる場所として知られ、1960年代にはロンドンの脱法ドラッグ取引の中心地として悪名高かった。現在では状況が改善し、ロンドンの主要なショッピング街として知られている。名所としては、リッツ・ロンドンの他に、パーク・レーン・ホテル、アシーニアム・ホテル、インターコンチネンタル、フォートナム&メイソン、ロイヤル・アカデミー・オブ・アーツ、ロイヤル・エア・フォース・クラブ、ハッチャーズ、在英国日本国大使館、在英国マルタ国大使館 (High Commission of Malta, London) などが挙げられる。
ピカデリーはフィクションの世界に影響を与えていることでも知られ、オスカー・ワイルドの『真面目が肝心』やP・G・ウッドハウスの作品などにその例を見ることができる。またロンドンを舞台としたイギリス版モノポリーのボードのマス目にもイエローのカラーグループの1つとして登場している。

## 歴史

### 初期の歴史

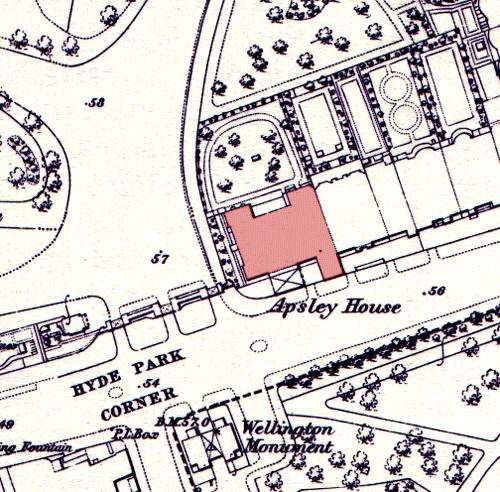
1869年の地図に描かれたアプスリー・ハウス。近隣の住宅はパーク・レーンの拡張に伴い、1960年代初頭に取り壊された。ウェリントン・アーチはこの時までに移設されている

通りは何世紀も主要な道路のひとつであるが、北側にあるオックスフォード・ストリートと違い、ローマ街道の一部だったかどうかは証拠が無い。中世には、「レディングへ至る道」や「コーンブルックに至る道」として知られていた。チューダー朝 (Tudor period) では、比較的安定した社会状況から、安全な事業としてロンドンの都市拡張が行われた。不動産投機は利益の上がる事業となり、あまりに早く発展が進んだので、感染症や災害のおそれから、当局が開発を禁止するほどであった。成長の勢いで、法律の実効力はほとんど失われていた。
コヴェントリー、シャーウッド、グラスハウス、ルパートという4つのストリートに囲まれた小区画と、スミス・コートの境界線は、1559年から1560年にかけて、エリザベス1世からロンドンのジェントルマンであるウィリアム・ドディントン（英: William Dodington）に下賜された。1年少し後、この場所はビール醸造主である、セント・ボトルフ＝ウィザウト＝オールドゲイトのトーマス・ウィルソン（英: Thomas Wilson of St Botolph-without-Aldgate）の所有になった。譲渡された土地の中には、現在のグレート・ウィンドミル・ストリート東側に当たる、1+3⁄8エーカーの小区画は含まれていなかった。それまでこの区画はクラウン・エステートに属したことがなかったと推測され、ヘンリー8世の治世下では、アンソニー・コットン（英: Anthony Cotton）という人物が所有していた。ジョン・コットンは1547年にこの土地をジョン・ゴライトリー（英: John Golightly）に譲渡し、その後ゴライトリーの子孫は、1611年から1612年頃に、この区画を仕立屋のロバート・ベイカー（英: Robert Baker）に売却した。それから6、7年後、ベイカーは2度目の結婚で入った財産に多くを頼りつつ、ウィルソンの所有していた22エーカーの土地を買い取った。
ベイカーはその後、流行のピカディルの製造販売で経済的に成功を収める。土地購入の直後、彼はこの土地をぐるりと囲み（教区民には収穫祭に放牧する権利があった）、自宅や店舗など複数の建物を建設したが、2年の間に彼の自宅は「ピカディリー・ホール」（英: Pickadilly Hall）という名前で知られるようになった。1658年にフェイソーン（英: Faithorne）が発行した地図には、既に「ナイツブリッジからピカデリー・ホールへの道」（英: "the way from Knightsbridge to Piccadilly Hall"）との記述が見られる。近くにあった博打場のシェイヴァーズ・ホール（英: Shaver's Hall）は、「タート・ホール」や「ピカディル・ホール」と渾名され、ロンドンのジェントリに人気であった。1641年には、デル卿（英: Lord Dell）がここで3,000ポンド（2023年時点の£630,200と同等）を失ったと伝えられている。
ロバート・ベイカーが1623年に亡くなった後、長男のサミュエルも程なくして亡くなり、未亡人や彼女の父は、残った子どもたちの養育権を買い取った。次兄のロバートが1630年に亡くなった後、彼らは地所を実質的に管理できるようになった。2人の間のひとり娘が亡くなった後、やもめとなった夫のヘンリー・オクセンデン（英: Sir Henry Oxenden）が土地の所有権を引き取った。複数の親戚がこれに異論を呈したが、1665年頃にメアリー・ベイカーが亡くなった後、土地は王室に変換された。ロバートが大おじに当たるジョン・ベイカーは、土地の一部の所有権を持っていたが、親戚のジェームズ・ベイカーと土地の処遇で揉めた。決着を付けようとした挙げ句、彼らは金を払ったり、権利をオクセンデンやトーマス・パントン大佐（英: Colonel Thomas Panton）に譲ろうとするが、結局損をしただけだった。1670年代までにパントンは開発を始め、ベイカーの遠い親戚から文句はあったものの、着実に土地を発展させていった。

### 17世紀遅く

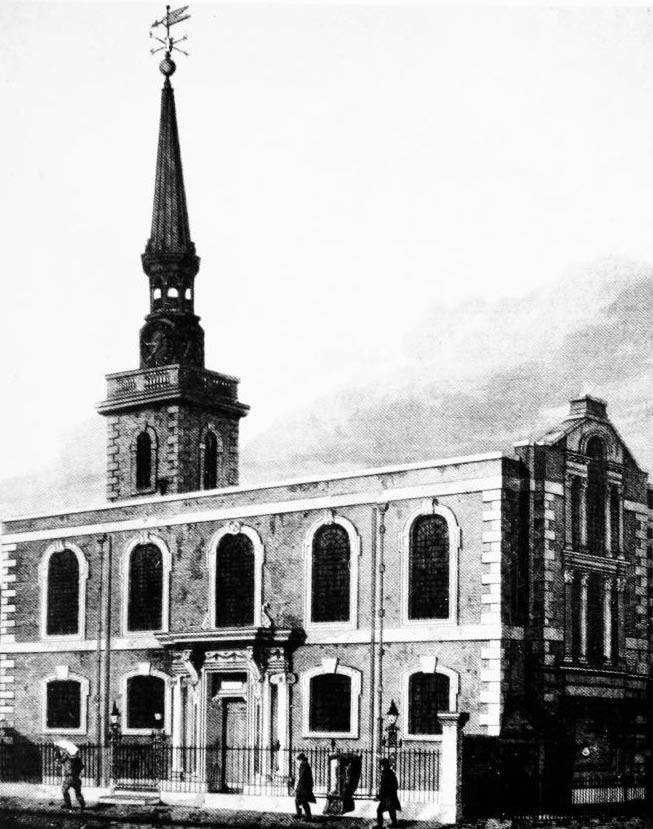
セント・ジェームズ教会は1684年にピカデリーへ建てられ、設計はクリストファー・レンが担当した

現在のピカデリーは、チャールズ2世の妻でポルトガル出身だったキャサリン・オブ・ブラガンザに因み、1663年に「ポルトガル・ストリート」（英: Portugal Street）と名付けられた。交通上の重要性は、グリーン・パーク建設のため、1668年にチャリング・クロスからハイド・パーク・コーナーへ至る既存の道が閉鎖されたことでさらに増す。1660年のイングランド王政復古後、チャールズ2世はポルトガル・ストリートと道の北側地区（メイフェア）の発展を進め、地区は流行の住宅地となった。道の北側には、ロンドン一の大邸宅が何軒も建てられた。エドワード・ハイド (初代クラレンドン伯爵)は王の政治的側近であり、この場所に宅地を購入して、1664年には現在のアルベマール・ストリートの位置へクラレンドン・ハウスを建設した。また伯爵は、残りの土地の一部をジョン・デンナムに売却し、デンナムは後にバーリントン・ハウスをここに建設した。デンナムがこの場所を選んだのは、当時のこの場所が、野原に囲まれたロンドンの街はずれだったためである。クラレンドン・ハウスは、1718年に第3代バーリントン伯爵が建替を行うまで、当初は貧しい人々が入居するために使われていた。バークリー・ハウス（英: Berkeley House）は、クラレンドン・ハウスとほぼ同時期に建設され、1733年に焼失したが、1737年にはウィリアム・キャヴェンディッシュ (第3代デヴォンシャー公爵)によってデヴォンシャー・ハウスとして再建され、その後ホイッグ党の本部としても用いられた。デヴォンシャー・ハウスは1921年まで残っていたが、再開発のため、エドワード・キャヴェンディッシュ (第10代デヴォンシャー公爵)は100万ポンド（2023年時点の£56,038,100と同等）でこの屋敷を売却した。バーリントン・ハウスには、ロイヤル・アカデミー・オブ・アーツ、ロンドン地質学会、ロンドン・リンネ学会、王立天文学会、英国天文学協会、ロンドン考古協会、王立化学会が本部を置いている。

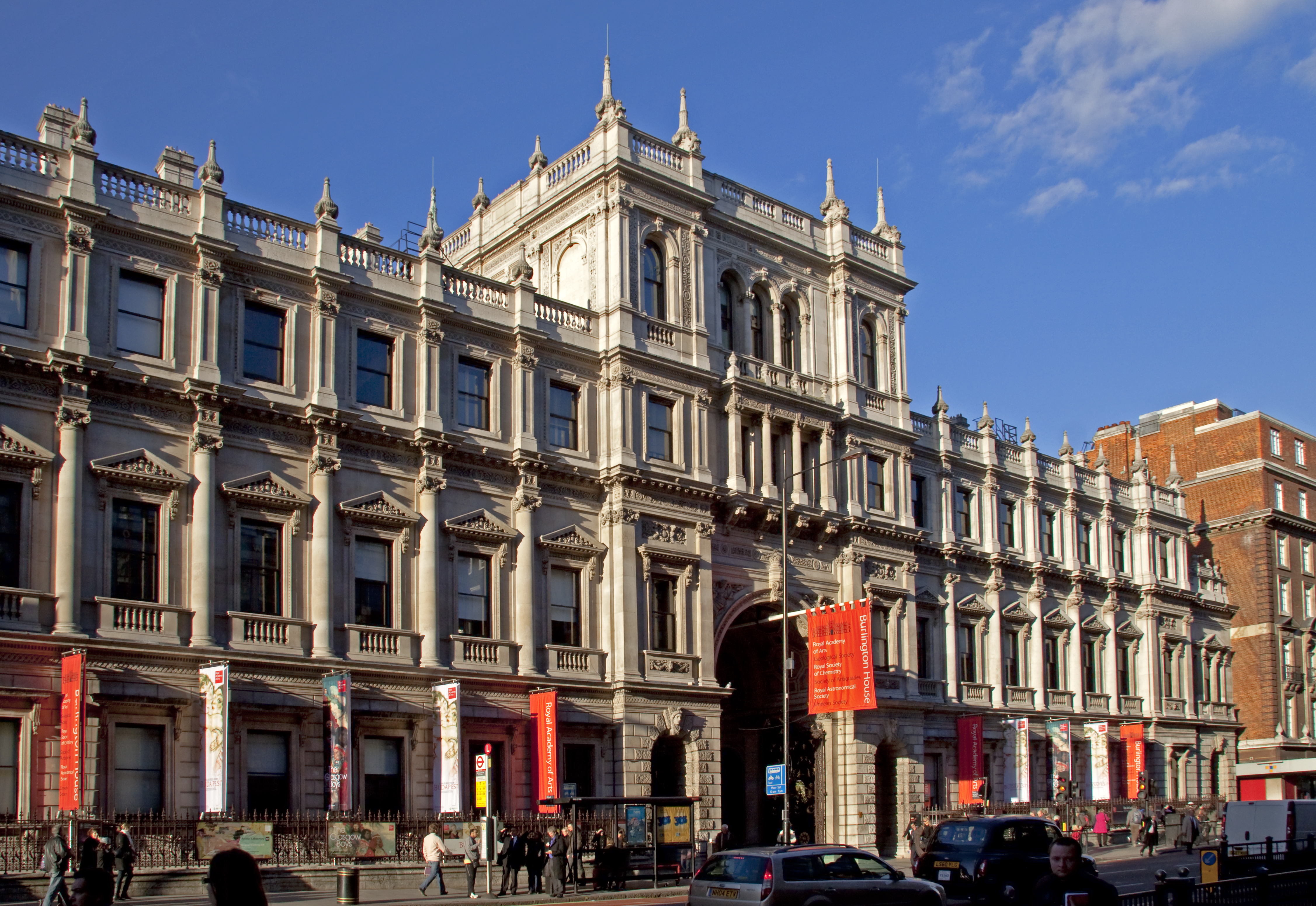
バーリントン・ハウスには複数の学会の本部が置かれている

ピカデリー南側の土地は、1661年にヘンリー・ジャーミン (初代セント・オールバンズ伯爵)に対し、30年間の賃貸契約が行われ、その後1740年まで期限は延長された。162番地から165番地は、1674年に王からエドワード・ヴィリアーズへ自由所有権が下賜された。ホワイト・ベア・イン（英: White Bear Inn）は、現在のピカデリー221番地と平行するジャーミン・ストリートの間に、1685年に建てられた。インは18世紀の間中使用されたが、1870年にレストラン建設のため取り壊された。
セント・ジェームズ教会建設が最初に提案されたのは1664年のことで、この年住民たちは、セント・マーティン・イン・ザ・フィールズ教区 (en) から独立した教区の設置を求めた。複数回の議案読み合わせが行われた後、1676年に建設が始まった。建物はクリストファー・レンが設計し、およそ5,000ポンド（2023年時点の£1,072,500と同等）の建設費用がかけられた。教会は1684年に聖別され、周辺はウェストミンスター・セント・ジェームズ教区 (en) になった。
1680年までに、ポルトガル・ストリート沿いに元々建てられた住居は、ほとんどが取り壊されるか建て替えられた。「ピカデリー」という名前は、1673年までにスワロー・ストリート東側の一部を指して使われるようになり、その後次第に、ポルトガル・ストリート全長を指す「事実上の」名前に変化していった。1720年のセント・ジェームズ教区周辺域計画では、この道が「ポルトガル・ストリート、またの名をピカデリー」（英: "Portugal Street aka Piccadilly"）として登場している。1746年に出版された「ジョン・ロックのロンドン地図」では、道全体を指して「ピカデリー」と掲載されている。

### 18世紀から19世紀

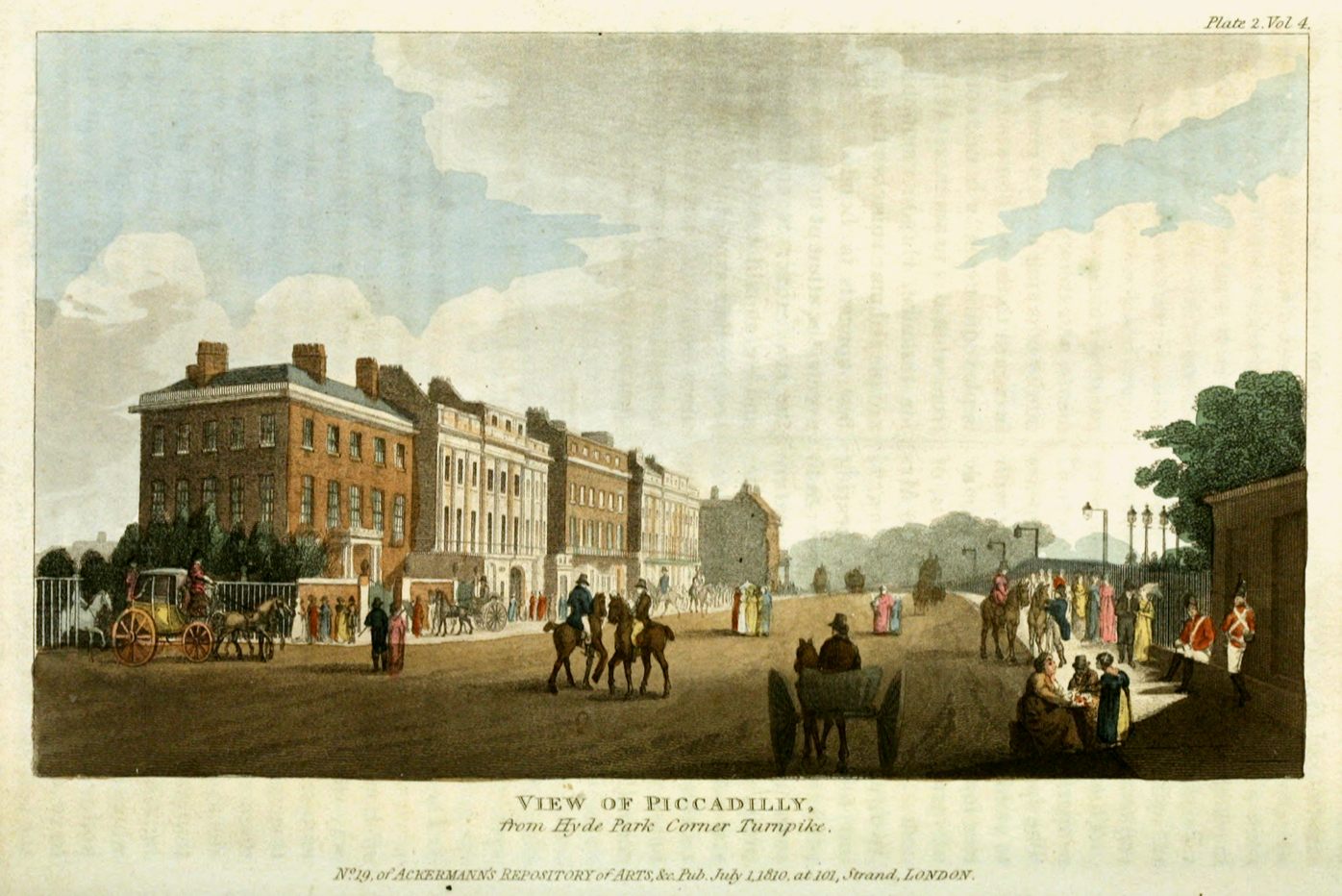
ハイド・パーク・コーナーからピカデリーを望んだ図（1810年）

ピカデリーはますます発展し、18世紀半ばまでには、ハイド・パーク・コーナーまで到達した。セント・ジェームズ地区とメイフェアの発展で、ピカデリーはロンドンで最も往来が頻繁な道のひとつになった。ヒュー・メイソンとウィリアム・フォートナムは、1705年にピカデリーでフォートナム&メイソンとして共同経営を始め、バッキンガム宮殿のキャンドルをリサイクルして販売した。1788年までには、家禽類、瓶詰めの食肉、ロブスターなどのエビ類、セイボリーパテ、スコッチエッグ、精肉、ドライフルーツなどの販売に乗り出していた。
この頃のピカデリーは、有名なインやバーで名声を得ていた。155番地のオールド・ホワイト・ハウス・セラーは、イングランドで最も有名なコーチング・インのひとつだったが、後に破壊された。ブラック・ベアとホワイト・ベア（元々の名前はフリース）は、向かい合わせに立った2軒のパブだったが、ブラック・ベアは1820年代に取り壊された。その他の有名パブには、ハミルトン・プレイス（英: Hamilton Place）のすぐ西にあったハーキュリーズ・ピラーズ（英: the Hercules' Pillars）、兵士に人気だったトライアンファント・カー（英: the Triumphant Car）、そしてホワイト・ホース・アンド・ハーフ・ムーン（英: the White Horse and Half Moon、「白馬と半月」の意味）などが挙げられる。バス・ホテルは1790年頃創建され、ウォルシンガム・ハウスは1887年に建てられた。2つのホテルは後に取り壊され、跡地には1906年にリッツ・ロンドンが開設された。
ピカデリーとブリック・ストリート（英: Brick Street）の角に当たる106番地には、1761年にヒュー・ハンロック（英: Hugh Hunlock）が建物を建設した。その後建物はジョージ・コヴェントリー (第6代コヴェントリー伯爵)の所有になり、1765年頃には伯爵の手で改装が行われたが、この時の建物は多くが現存している。1869年には、紳士クラブのセント・ジェームズ・クラブが入居し、1978年までクラブの本部として利用した。なお現在は、リム・コック・ウィン創造技術大学のロンドンキャンパスとして利用されている。
イングランドのロスチャイルド銀行家（ロスチャイルド家の分家のひとつ）からは、一族の複数人が通りの西側に大邸宅を構えていた。1825年にはネイサン・メイアー・ロスチャイルドが自身の銀行を107番地へ移転させ、その後舞踏場や大理石の階段を備えた巨大ビル複数の建設がこれに続き、地域では「ロスチャイルド・ロウ」（英: Rothschild Row）と呼ばれるほどになった。ファーディナンド・ド・ロスチャイルドは妻イヴリナと共に143番地に住み、またライオネル・ド・ロスチャイルドも148番地に居住した。メルバーン・ハウス（英: Melbourne House）は、ペニストン・ラム (初代メルバーン子爵)のためにウィリアム・チェンバーズが設計したもので、1770年から1774年にかけて建設された。1802年には高級アパートに転換され、現在ではオールバニーとして知られている。このアパートには、イギリス首相のウィリアム・グラッドストンやエドワード・ヒースも入居していた。セント・ジェームズ・ホールはオーウェン・ジョーンズ（英: Owen Jones）が設計し、1857年から1858年にかけて建設された。チャールズ・ディケンズは『大いなる遺産』や『オリバー・ツイスト』など、複数の小説でこのホールを舞台にしている。また、アントニン・ドヴォルザーク、エドヴァルド・グリーグ、ピョートル・チャイコフスキーなど音楽家を招聘した公演も行われている。建物は1905年に取り壊され、跡地にはピカデリー・ホテル（英: Piccadilly Hotel）が建てられた。

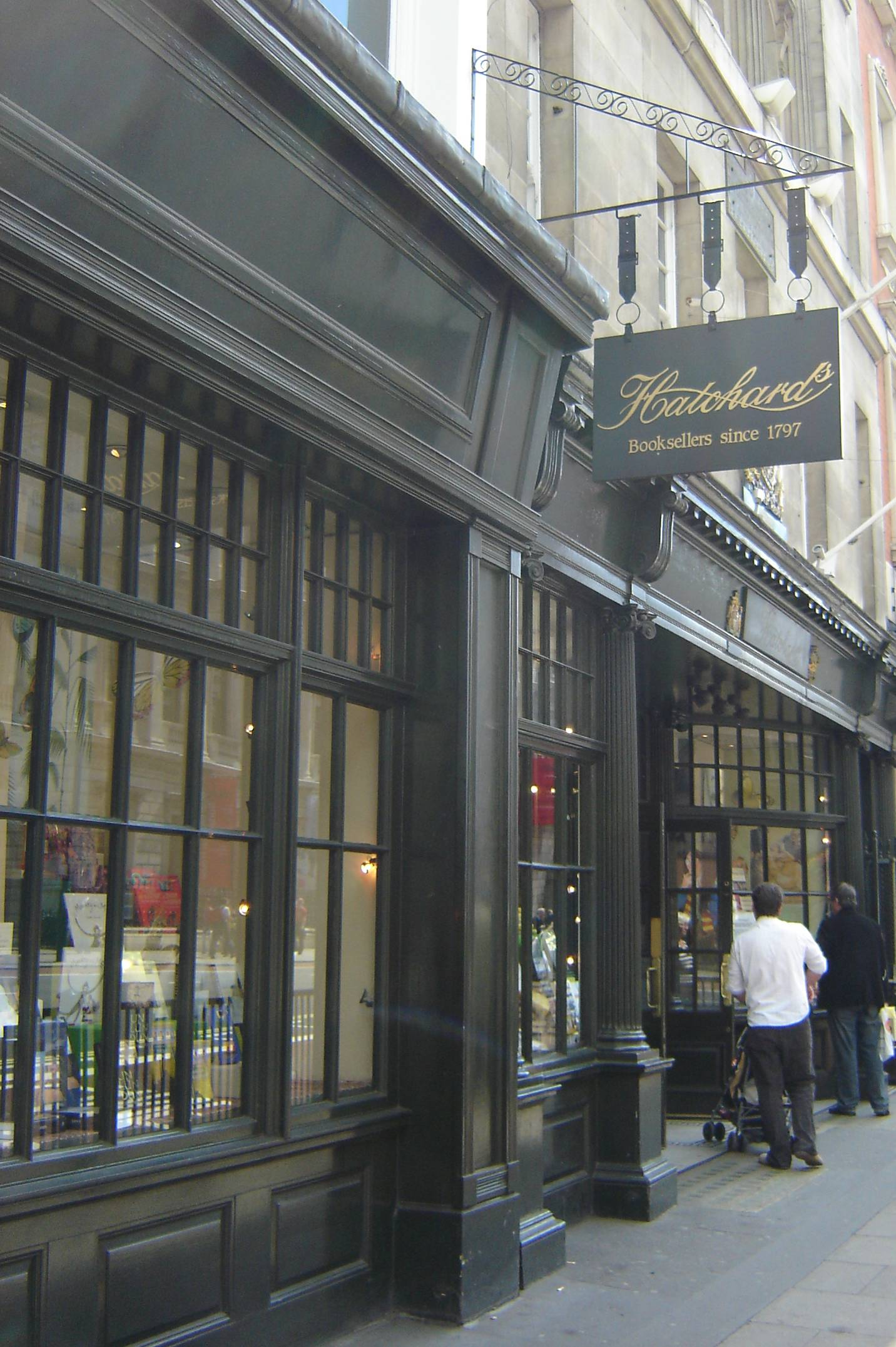
本屋のハッチャーズは、1797年以来ピカデリーで営業を続けており、1801年から187番地の現在地に店を構えている

18世紀遅くには、ピカデリーには本屋が数多く立ち並ぶようになった。1765年、ジョン・アルモン（英: John Almon）は178番地に店を開き、その後この店はリチャード・グレンヴィル＝テンプル (第2代テンプル伯爵)（テンプル卿）やホイッグ党員の行きつけとなった。1781年にはジョン・ストックデール（英: John Stockdale）が181番地に出店し、1810年に彼が亡くなった後も、家族によって1835年まで営業が続けられた。イギリスに現存する最古の本屋であるハッチャーズは、ジョン・ハッチャード（英: John Hatchard）が1797年に173番地で開いたもので、1801年に189-190番地（現在の187番地）に移転した。オールディン・プレスは1842年にチャンスリー・レーンからピカデリーへ移転し、1894年までこの場所で営業を続けた。
170番地のエジプシャン・ホールは、リヴァプールのW・ブロック (W.Bullock) のために1812年にP・F・ロビンソン（英: P. F. Robinson）が設計したもので、古代エジプトの建築様式、特にデンデラ神殿複合体を模したものだった。この建物には、「今まで知る限り、ピカデリーで最も不思議な場所のひとつ」（英: "one of the strangest places Piccadilly ever knew"）との感想も寄せられた。19世紀にはこの場所で、水彩画家協会や女性芸術家協会の展示会も開かれた。ホールにはエジプトの骨董品も多数収められており、1822年6月に行われたオークションでは、2体の「不完全な」（英: "imperfect"）セクメトの像が380ポンドで、完品1体が300ポンドで売却された（それぞれ、2023年の£43,700、£34,500と同等）。

### 20世紀から21世紀

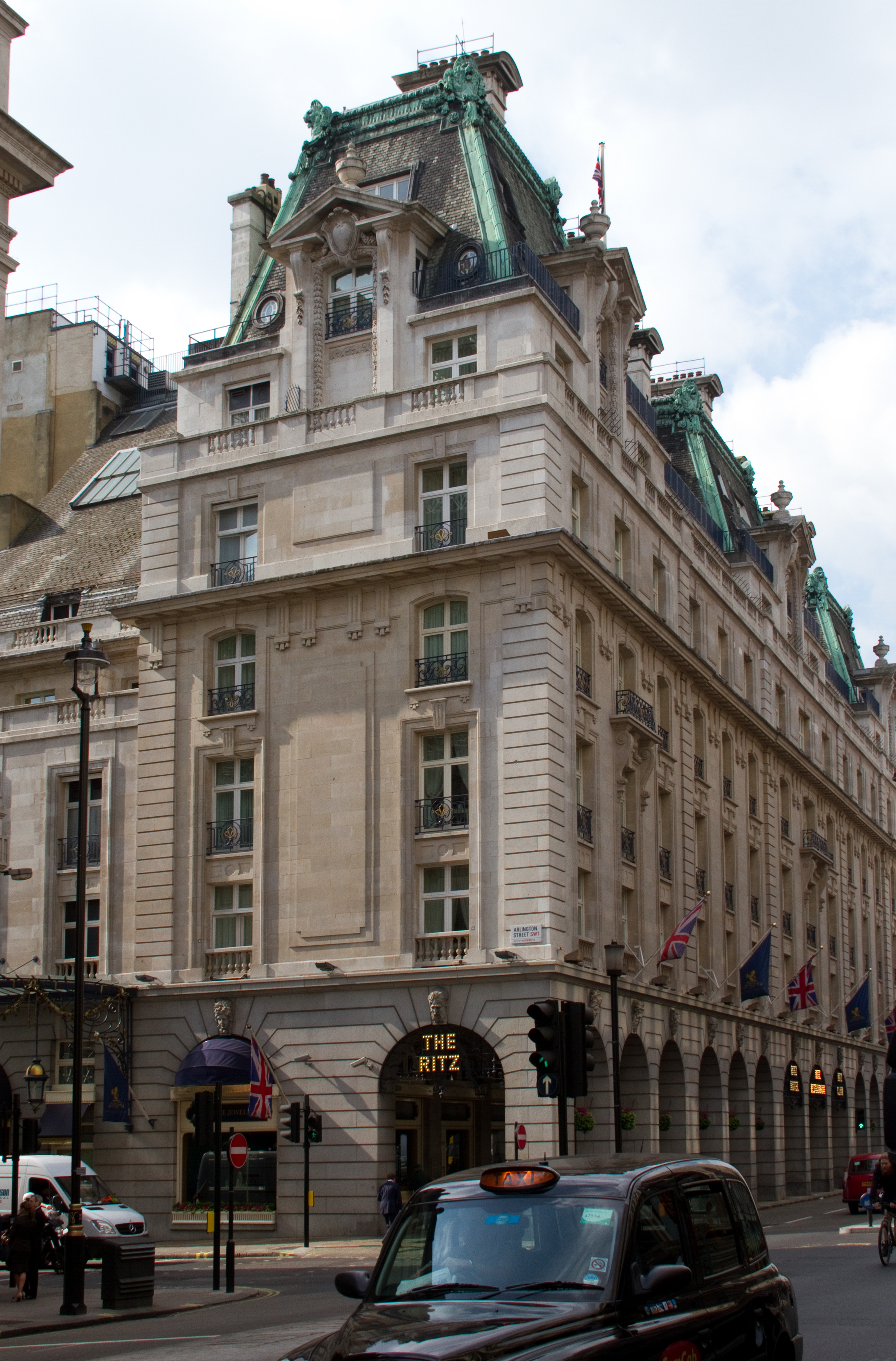
リッツ・ロンドンは1906年にピカデリーでオープンした

交通騒音の増加から居住者は減少し、古い建物は1920年代までに取り壊されるか協会用に転換されたが、それでも住居用の建物はわずかに残った。ジョージ6世はヨーク公だった頃145番地に居住しており、1936年の王位継承時もここに住んでいた。

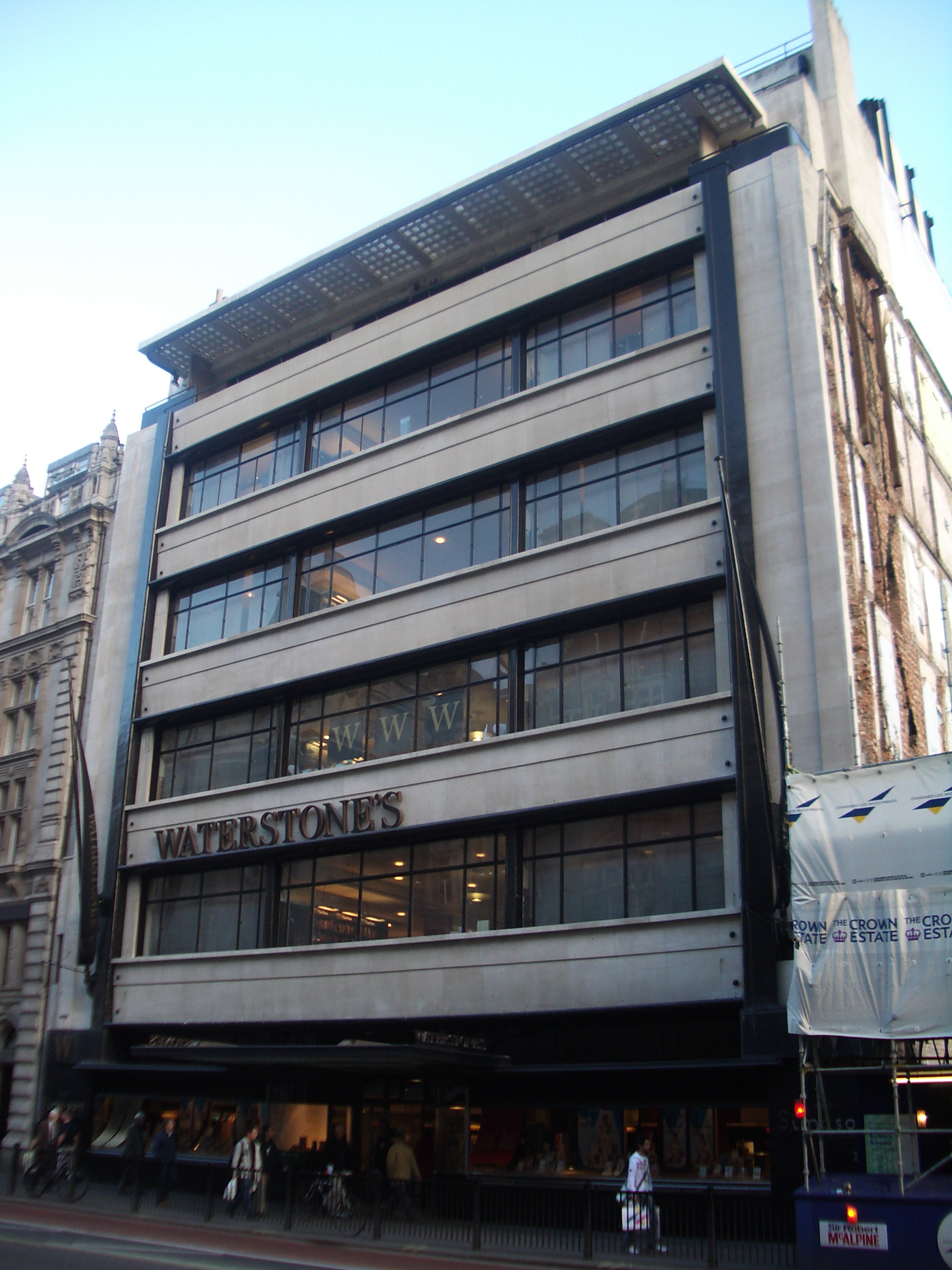
シンプソンズ・オブ・ピカデリー、現在はウォーターストーンズの旗艦店

服飾店のシンプソンズ・オブ・ピカデリーは、1936年にピカデリー203番地から206番地でオープンしたが、創立者のアレック・シンプソン（英: Alec Simpson）は、ここで工場製の紳士服を販売した。建築家ジョゼフ・アンバートン（英: Joseph Amberton）が設計したこの建物は、アール・デコとバウハウス様式が融合したもので、ルイス・サリヴァンの影響を受けていた。開店に当たっては、ロンドン最大の紳士服店との広告が打ち出された。1999年1月の閉店後、建物は書店チェーン、ウォーターストーンズの旗艦店に変わっている。
20世紀の間、ピカデリーはヘロインを得られる場所として悪名高かった。ジャズ・トランペッターのディジー・リースは、1940年代遅くに、ヘロインを求めてブーツのピカデリー支店外に並ぶ人々を見たと回想している。1960年代までに、通りや周辺地区はロンドンの脱法ドラッグ取引の中心地として悪名高くなっており、ここでは無法薬剤師から闇市でヘロインやコカインを購入することができた。1982年まで、シャフツベリー・アベニュー近くでは、違法ドラッグを扱う薬剤師に、20人もの客が並ぶ様子を見ることができたという。
144番地は1968年にスコッターに占拠され（ロンドン・ストリート・コミューン）、スコッターたちは、廃ビルをホームレスの人々の緊急シェルターにする法的特権を得ることに成功した。スコッターの過激な運動は、ドラッグ売人やヘルズ・エンジェルスがこの場所を占拠するようになったことで、すぐに破綻する。1969年9月21日に建物は取り戻され、許可を受けたスコッター団体が、別の空き家をホームレスのシェルターとして使うようになった。1983年、A・バー (A. Burr) が "British Journal of Addiction" に掲載した記事 "The Piccadilly Drug Scene"（ピカデリーのドラッグ事情）では、有名売人が常におり、簡単にドラッグを得られるという状況について議論を行っている。
今日のピカデリーは、ロンドンで最も有名なショッピング街のひとつであり、有名店がいくつも軒を連ねている。通りにはリッツ・ロンドン、パーク・レーン・ホテル、アシーニアム・ホテル、インターコンチネンタルなどがあり、その他にも高級ホテルやオフィスが存在する。20世紀には紳士クラブが多くあった場所であるが、クラブは衰退し、現在ではキャヴァルリー・アンド・ガーズ・クラブとロイヤル・エア・フォース・クラブが残るのみである。

## 交通

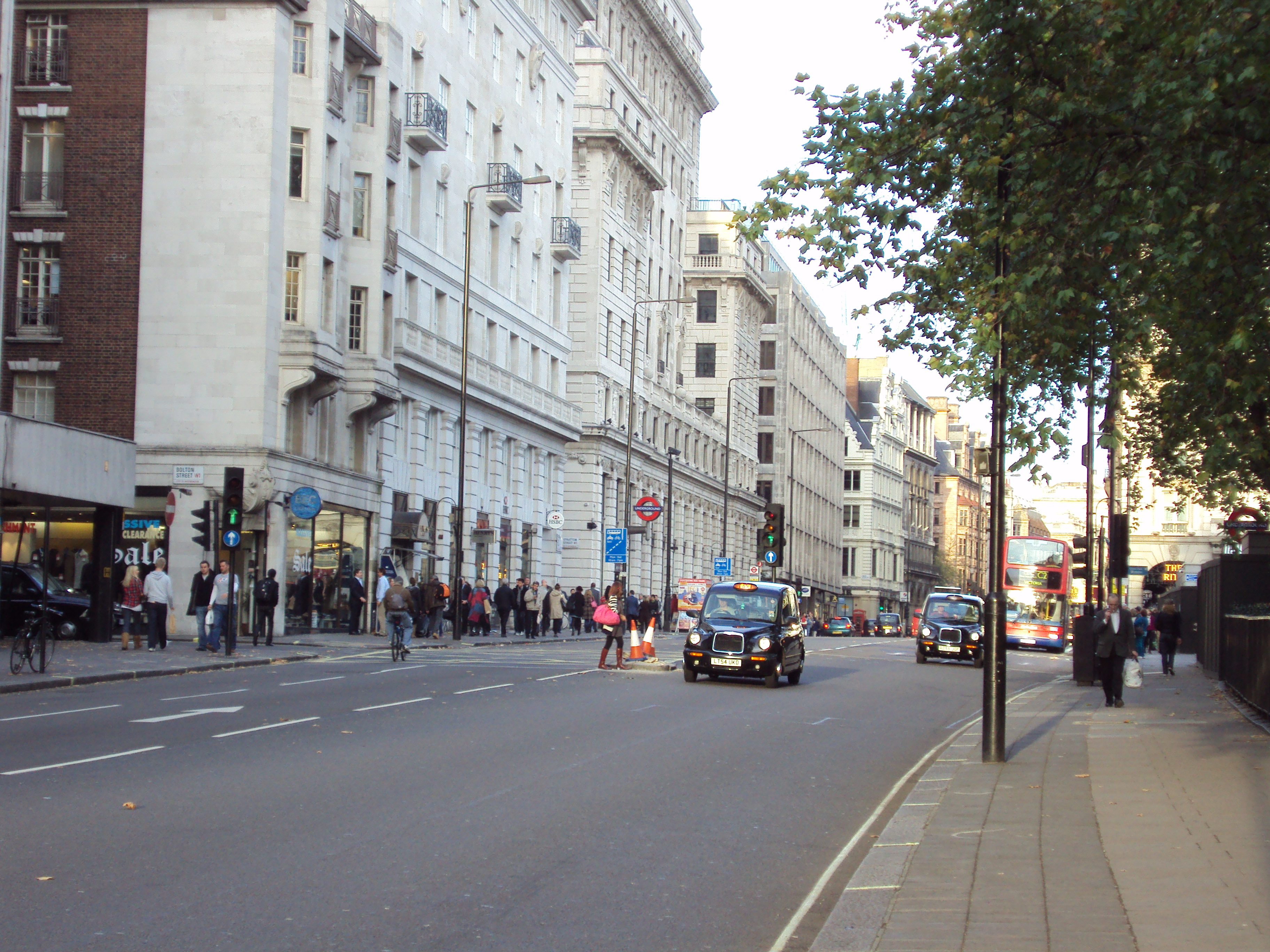
グリーン・パーク駅近くのピカデリー（2009年）

ピカデリーはウエスト・エンドの交通の要衝であり、主要交差点が複数存在する。通りの東端であるピカデリーサーカスは1819年に開設し、リージェント・ストリート、シャフツベリー・アベニューとピカデリーを繋いでいる。この場所はロンドン名所のひとつで、1893年に建てられたエロス像、1923年に作られた巨大な電光掲示板がこれに拍車を掛けた。通りの西端はハイド・パーク・コーナーで、ピカデリーは他にもセント・ジェームズ・ストリート、アルバマール・ストリート、（オールド・）ボンド・ストリート、ドーヴァー・ストリートなどと交差点を作る。
ピカデリーはロンドン中心部から西進してハマースミス、アールズ・コート、ヒースロー空港、M4高速道路へ至るA4道路の一部である。19世紀半ばから道路の渋滞が報告されており、結果道路の拡張と、それに伴うグリーン・パークの北側区画の一部撤去が行われた。1930年代には信号機が導入された。1950年代遅くには、運輸省によってハイド・パーク・コーナーが改修され、パーク・レーンの拡張などを通し、巨大なラウンドアバウトが完成した。500万ポンドの費用をかけて行われ、1962年10月17日に開通した。
ロンドンバスの9番線、14番線、19番線、22番線、38番線、C2番線 (en) 、N9番線 (en) 、N19番線、N22番線、N38番線、N97番線がピカデリーを通る。またロンドン地下鉄のピカデリー線は、一部がこの通りの地下を通過している。ピカデリーの最寄り駅は、いずれもピカデリー線のピカデリー・サーカス駅、グリーン・パーク駅、ハイド・パーク・コーナー駅である。

## 文化的引用
ミュージックホールで歌われていた『遥かなティペラリー』では、歌詞にピカデリーとレスター・スクウェアが登場する。1912年に書かれたこの曲は、ロンドンに住むアイルランド人男性を歌う歌詞が付けられているが、アイルランド人が大半を占める部隊、コンノート・レンジャーズが第一次世界大戦中にこの曲を採用したことで人気になった。通りは1881年にギルバート・アンド・サリヴァンが作ったオペレッタ『ペイシェンス』（原題）でも、"If You're Anxious For To Shine" の歌詞中に登場する。エドワード朝のミュージカル『アーカディアンズ』（原題、1909年）は、ウェスト・エンドとニューヨークのブロードウェイでロングランを記録したが、ナンバーには "All down Piccadilly"（シンプリシタとコーラス、第2幕、改訂版）という曲が含まれる（作曲はライオネル・モンクトンで、作詞はモンクトンとアーサー・ウィンパリスの共筆）。
また通りはいくつかのフィクション作品にも登場する。E・W・ホーナングが創作した「紳士泥棒」（英: "gentleman thief"）のA・J・ラッフルズ、オスカー・ワイルドの『真面目が肝心』に登場するジャック・ワージングは、いずれもオールバニーに住む設定である。メアリー・C・キングによれば、ワイルドがこの通りを選んだのは、「切り裂かれた」とか「刺された」（英:  "slashed" / "pierced"）という意味のスペイン語、peccadillo に語感が似ていたためという。
イーヴリン・ウォーの小説『回想のブライズヘッド』では、ピカデリー近く、セント・ジェームズ地区の袋小路にあると考えられる大邸宅、マーチメイン・ハウス（英: Marchmain House）が登場し、取り壊されてフラットに転換されたと述べられる。この作品が1981年にグラナダ・テレビジョンで映像化された際には、マーチメイン・ハウスの外装として。クリーヴランド・ロウ（英: Cleveland Row）のブリッジウォーター・ハウスが用いられた。
1894年にアーサー・マッケンが書いた中編小説『パンの大神』では、悪女でパンの子孫にあたるヘレン・ヴォーン（英: Helen Vaughan）が、アシュリー・ストリート（英: Ashley Street）という偽名でピカデリーに住んでいる設定である。マージェリー・アリンガムが創作した探偵のアルバート・チャンピオンは、交番の上にあるピカデリー、ボトル・ストリート17A番地（英: 17A Bottle Street, Piccadilly）のフラットに住んでいるが、このボトル・ストリートというのは架空の地名である。
P・G・ウッドハウスは、複数作品の舞台をピカデリーにし、20世紀の大戦中に、裕福で仕事もしていない独身貴族が遊ぶ場所として描いた。ジーヴスシリーズに登場するバーティ・ウスターや彼のドローンズ・クラブの友人、また『恋人海を渡る』（原題：Piccadilly Jim）に登場するジェームズ・クロッカー（英: James Crocker）などが例として挙げられる。またドロシー・L・セイヤーズの架空の探偵、ピーター・ウィムジイ卿は、戦時中ピカデリー110A番地に住んでいた設定である。
通りはロンドンを舞台としたモノポリー盤のマス目にも採用されており、レスター・スクウェアやコヴェントリー・ストリートと同じ色のグループである。1992年には欧州連合 (EU) 版が作られたが、その際ピカデリーは、オックスフォード・ストリートやパーク・レーンと並び、ロンドンの通りとして採用された。
1996年には、ラトビアの歌手ライマ・ヴァイクルが、"Ya vyshla na Pikadilli"（英: "I Went Out on Piccadilly"、「わたしはピカデリーに行ってきた」の意）と銘打ったアルバムを発売した。
日本の映画館、丸の内ピカデリーは、第二次世界大戦後にイギリス軍が接収した際にピカデリー劇場と命名したことに由来する。接収自体は1949年2月に解除されたが、その後もピカデリーの名を外さずに営業が続けられた。